# Imre: A Memorandum
Imre: A Memorandum è un romanzo dello scrittore statunitense Edward Irenaeus Prime-Stevenson, pubblicato per la prima volta in tiratura limitata a Napoli nel 1906 sotto lo pseudonimo di Xavier Mayne.

## Trama
In un caffè a Budapest, il trentenne aristocratico britannico Oswald incontra l'ufficiale venticinquenne Imre. Con il passare del tempo la loro amicizia porta ad importanti rivelazione e, alla fine, all'amore tra i due.

## Significato
Il romanzo viene ricordato come un caposaldo della letteratura LGBT. Pur non essendo il primo romanzo americano a tematica gay (il titolo spetta a Joseph and His Friend: A Story of Pennsylvania di Bayard Taylor nel 1870), il libro è uno dei primissimi romanzi gay a concludersi con un lieto fine.